# スヌーティー
『スヌーティー』（英語: snooty）は、日本の作曲家である坂本龍一の4枚目のリミックス・アルバム。
1996年3月21日にFOR LIFEのgütレーベルからリリースされた。
本作は、アルバム『スムーチー』（1995年）の収録曲である「A Day in the Park」と「美貌の青空」の2曲を、森俊彦をはじめ、DJクラーク・ケント、マイケル・アンジェロ・ソウルスベリーによってそれぞれリミックスされた。

## リリース
1996年3月21日にFOR LIFEのgütレーベルからLPレコードとCDの2形態でリリースされた。

## 批評
| 専門評論家によるレビュー | 専門評論家によるレビュー |
| レビュー・スコア         | レビュー・スコア         |
| 出典                     | 評価                     |
| ------------------------ | ------------------------ |
| CDジャーナル             | 肯定的                   |

『CDジャーナル』は、「リミキサーが自由な表現を行なっている」としたうえで、「その個性の違い、狙いの違いを楽しむことのできるディープなマニア向け」と全体的に肯定的に評価を下している。

## 収録曲

### LPレコード
| 全作詞: ヴィヴィアン・セッソムス、全作曲: 坂本龍一。 | |                          |            |                                      |      |
| #                                                    | タイトル | 作詞                     | 作曲・編曲 | リミックス                           | 時間 |
| 1.                                                   | 「ア・デイ・イン・ザ・パーク (T.モリ・リミックス)」(A DAY IN THE PARK (T.MORI REMIX))                                                  | ヴィヴィアン・セッソムス | 坂本龍一   | 森俊彦                               | 5:36 |
| 2.                                                   | 「ア・デイ・イン・ザ・パーク (DJ.クラーク・ケント・リミックス)」(A DAY IN THE PARK (DJ.CLARK KENT REMIX))                              | ヴィヴィアン・セッソムス | 坂本龍一   | DJクラーク・ケント                   | 5:25 |
| 3.                                                   | 「ア・デイ・イン・ザ・パーク (マイケル・アンジェロ・ソウルスベリー・リミックス)」(A DAY IN THE PARK (MICHAEL ANGELO SAULSBERRY REMIX)) | ヴィヴィアン・セッソムス | 坂本龍一   | マイケル・アンジェロ・ソウルスベリー | 4:20 |
| 合計時間:                                            | 合計時間: | 合計時間:                | 15:21      |                                      |      |

| 全作詞: 売野雅勇、全作曲: 坂本龍一。 | |           |            |                                      |      |
| #                                    | タイトル | 作詞      | 作曲・編曲 | リミックス                           | 時間 |
| 1.                                   | 「美貌の青空 (T.モリ・リミックス)」(BIBOU NO AOZORA (T.MORI REMIX))                                                  | 売野雅勇  | 坂本龍一   | 森俊彦                               | 6:34 |
| 2.                                   | 「美貌の青空 (DJ.クラーク・ケント・リミックス)」(BIBOU NO AOZORA (DJ.CLARK KENT REMIX))                              | 売野雅勇  | 坂本龍一   | DJクラーク・ケント                   | 4:58 |
| 3.                                   | 「美貌の青空 (マイケル・アンジェロ・ソウルスベリー・リミックス)」(BIBOU NO AOZORA (MICHAEL ANGELO SAULSBERRY REMIX)) | 売野雅勇  | 坂本龍一   | マイケル・アンジェロ・ソウルスベリー | 5:15 |
| 合計時間:                            | 合計時間: | 合計時間: | 16:47      |                                      |      |

### CD
| 全作曲: 坂本龍一。 | |                          |            |                                      |      |
| #                  | タイトル | 作詞                     | 作曲・編曲 | リミックス                           | 時間 |
| 1.                 | 「ア・デイ・イン・ザ・パーク (T.モリ・リミックス)」(A DAY IN THE PARK (T.MORI REMIX))                                                  | ヴィヴィアン・セッソムス | 坂本龍一   | 森俊彦                               | 5:36 |
| 2.                 | 「ア・デイ・イン・ザ・パーク (DJ.クラーク・ケント・リミックス)」(A DAY IN THE PARK (DJ.CLARK KENT REMIX))                              | ヴィヴィアン・セッソムス | 坂本龍一   | DJクラーク・ケント                   | 5:25 |
| 3.                 | 「ア・デイ・イン・ザ・パーク (マイケル・アンジェロ・ソウルスベリー・リミックス)」(A DAY IN THE PARK (MICHAEL ANGELO SAULSBERRY REMIX)) | ヴィヴィアン・セッソムス | 坂本龍一   | マイケル・アンジェロ・ソウルスベリー | 4:20 |
| 4.                 | 「美貌の青空 (T.モリ・リミックス)」(BIBOU NO AOZORA (T.MORI REMIX))                                                                    | 売野雅勇                 | 坂本龍一   | 森俊彦                               | 6:34 |
| 5.                 | 「美貌の青空 (DJ.クラーク・ケント・リミックス)」(BIBOU NO AOZORA (DJ.CLARK KENT REMIX))                                                | 売野雅勇                 | 坂本龍一   | DJクラーク・ケント                   | 4:58 |
| 6.                 | 「美貌の青空 (マイケル・アンジェロ・ソウルスベリー・リミックス)」(BIBOU NO AOZORA (MICHAEL ANGELO SAULSBERRY REMIX))                   | 売野雅勇                 | 坂本龍一   | マイケル・アンジェロ・ソウルスベリー | 5:15 |
| 合計時間:          | 合計時間: | 合計時間:                | 合計時間:  | 32:08                                |      |

## 参加ミュージシャン
| T.MORI REMIX PRODUCTION / TOKYO - Re-mix produced by Toshihiko Mori for SP-1200 Productions - Re-mix engineer : Yasuo Matsumoto | DJ.CLARK KENT REMIX PRODUCTION / N.Y. - Re-mix produced by DJ.Clark Kent for Supermen Entertainment - Rap performance: - KT - Problems - Meaner - Trife Flow - Haas Gee (In order pf appearrance) - Keyboards on BIBOU NO AOZORA by J.D.Crafton - Re-mix engineer : Kenny Ortiz | MICHAEL ANGELO SAULSBERRY REMIX PRODUCTION / L.A. - Remix Produced by Michael Angelo Saulsberry for Michael Angelo Saulsberry Music - Additinal production by Dougalas Myhem for Myhem music - Keyboards : Michael Angelo Saulsberry - Drum Programming : Douglas Colman for Myhem music - Re-mix engineer : Gregg Barret - Assistant : Luis Lopez |

## リリース履歴
| No. | 日付          | 国名 | レーベル       | 規格       | 規格品番  | 備考 |
| --- | ------------- | ---- | -------------- | ---------- | --------- | ---- |
| 1   | 1996年3月21日 | 日本 | FOR LIFE / güt | LPレコード | FLJG-9007 |      |
| 1   | 1996年3月21日 | 日本 | FOR LIFE / güt | CD         | FLCG-3018 |      |